# Denver Pop Festival
Das Denver Pop Festival fand vom 27. bis zum 29. Juni 1969 im Mile High Stadium statt, knapp zwei Monate vor dem Woodstock-Festival. Es traten so bekannte Rockstars wie Frank Zappa, Johnny Winter und Jimi Hendrix auf. Veranstalter war Barry Fey. Der Eintritt betrug 6 $ pro Tag, 15 $ für alle drei Tage. Die Zuschauerzahl wird auf 50.000 geschätzt.
Während des Festivals kam es zu Tumulten vor dem Stadion. Demonstranten forderten freien Eintritt und versuchten, die Tore zu durchbrechen. Die Polizei ging mit Tränengas vor, das zeitweise auch im Stadion für Unruhe sorgte.

## Die Künstler
Das Programm bot einige der populärsten Rock- und Bluesmusiker der Zeit.

### Freitag, 27. Juni 1969
- Big Mama Thornton
- The Flock
- Three Dog Night
- Frank Zappa and the Mothers of Invention
- Iron Butterfly

### Samstag, 28. Juni 1969
- Zephyr (mit Tommy Bolin)
- Poco
- Johnny Winter
- Tim Buckley
- Creedence Clearwater Revival

### Sonntag, 29. Juni 1969
- Zephyr – sprangen für Led Zeppelin ein
- Reverend Cleophus Robinson
- Joe Cocker
- Three Dog Night
- The Jimi Hendrix Experience

## Notizen zum Festival
Die Jimi Hendrix Experience hatte auf dem Denver Pop Festival ihren letzten gemeinsamen Auftritt.
Led Zeppelin waren auch gebucht, traten aber nicht auf, da ihr Flug nach Denver wegen schlechten Wetters nicht wie geplant stattfinden konnte.
Frank Zappa nutzte die Zuschauer als „Musikinstrument“: Er teilte das Publikum in verschiedene Abschnitte ein, die er nach seinen Vorgaben unterschiedliche Geräusche und Gesten machen ließ.
Am Sonntag gab es freien Eintritt, nachdem alle Tickets verkauft waren.